# شيفروليه ديلوكس
شيفروليه ديلوكس (بالإنجليزية: Chevrolet Deluxe)‏ ، هي سيارة أمريكية أنتجها شركة شيفروليه سنة 1941م، وتوقفت سنة 1952م.